# مایکل لاتزو
مایکل لاتزو (انگلیسی: Mike Lazzo؛ زادهٔ ۱۰ آوریل ۱۹۵۸) تهیه‌کننده تلویزیونی، و مدیر اجرایی تولید اهل ایالات متحده آمریکا است. وی بین سال‌های ۱۹۸۴ تا ۲۰۱۹ میلادی فعالیت می‌کرد. وی همچنین برندهٔ جوایزی همچون جوایز امی شده‌است.